# Ethelred 2. den Rådvilde
Ethelred 2. eller Æthelred 2. (angelsaksisk Æþelred) (ca. 968 – 23. april 1016) med tilnavnet "den rådvilde" var konge af England fra 978 til 1013 og 1014 til 1016. Han var omkring ti år gammel, da han arvede tronen efter mordet på sin halvbror Edvard Martyren. 
Ifølge William af Malmesbury gjorde Ethelred i døbefonten, da han blev døbt. Det skal have fået St. Dunstan til at profeterede, at det engelske monarki ville blive styrtet under ham. Historie er højst sandsynlig senere. 
Øgenavnet "den rådvilde" ("the Unready") betyder på angelsaksisk "den som er uden råd", og det er et ordspil på navnet Ethelred, "den som har et godt råd". 
Ethelred fik mindst 16 børn i to ægteskaber. Det første var med Ælfgidu, som var datter af en ealdorman fra Northumbria, og det andet i 1002 med Emma af Normandiet, som var grandtante til Vilhelm Erobreren. Vilhelm brugte dette slægtskab, da han krævede den engelske trone. 
Efter at Danelagen var blevet generobret i første halvdel af det 10. århundrede, havde der været fred i England. Men i 991 kom en vikingeflåde, som var større end nogen siden Guthrums "sommertogt" et århundrede tidligere. Flåden blev ledet af Olav Tryggvason. Efter et nederlag i slaget ved Maldon lykkedes det Ethelred at få forlig med Olav, som vendte tilbage til Norge for at vinde sit rige der. Ethelred havde købt tid, men der kom flere vikingeangreb. De blev slået tilbage, men flere gange måtte kongen som sine forgængere betale dem for at trække sig tilbage. Denne betaling blev kendt som danegæld. 
I 1002 beordrede Ethelred en massakre på danerne i England på St. Brices dag, den 13. november. Derfor begyndte Svend Tveskæg flere intense felttog for at erobre England. Det lykkedes , men han levede kun fem uger efter sin sejr . 
Da England blev taget af Svend, flygtede Ethelred til Normandiet, hvor han søgte beskyttelse hos sin svoger, Robert. Han vendte tilbage i februar 1014 efter Svends død. 
Ethelred døde 23. april 1016 i London og blev efterfulgt af sin søn Edmund II. 
Senere krøniker har beskrevet hans regeringstid som en katastrofe, men med et kritisk blik ser man, at det ikke er et helt rigtigt billede. Ethelred reformerede styreformen i det angelsaksiske England og stod blandt andet bag indføringen af sheriffembedet. Mønterne forblev vægtige gennem hele hans tid på tronen. Det er en god indikator på den økonomiske stabilitet. 